# MicroTIM
MicroTIM este un microcalculator personal românesc.